# Songs About Girls
Songs About Girls – trzeci album will.i.ama, wokalisty zespołu The Black Eyed Peas, wydany 24 września 2007. Pierwotnie album miał nosić nazwę "Keep the Beeper". Pierwszym singlem promującym kompozycję został utwór "I Got It from My Mama", który 17 sierpnia 2007 zadebiutował na 93. pozycji notowania Billboard Hot 100.
Nagrania w Polsce uzyskały status złotej płyty.

## Lista utworów
1. "Over" – 4:00
2. "Heartbreaker" – 5:27
3. "I Got It from My Mama" – 4:01
4. "She's a Star" (Wyprodukowane przez Polow da Don) – 3:47
5. "Get Your Money" – 5:28
6. "The Donque Song" (feat. Snoop Dogg) (Wyprodukowane przez Fernando Garibay) – 4:29
7. "Impatient" (feat. Dante Santiago) – 4:16
8. "One More Chance" (Wyprodukowane przez Fernando Garibay) – 4:24
9. "Invisible" (Wyprodukowane przez will.i.am i Paper-Boy) – 3:56
10. "Fantastic" – 3:25
11. "Fly Girl" – 4:46
12. "Dynamite Interlude" – 1:19
13. "Ain't It Pretty" (Wyprodukowane przez Polow da Don)  – 4:35
14. "Make It Funky" – 3:59
15. "S.O.S. (Mother Nature)" – 4:17
16. "Spending Money" (utwór dodatkowy)
17. "Mama Mia" (utwór dodatkowy)
18. "Damn Damn Damn" (utwór dodatkowy)

## Sample
1. "Over" samples "It's Over" – Electric Light Orchestra
2. "I Got It from My Mama" samples "Don Quixiotte" – Magazine 60
3. "Get Your Money" samples "Body Language" – M.A.N.D.Y. & Booka Shade
4. "Fantastic" samples "I Want You Back" – Jackson 5
5. "S.O.S. (Mother Nature)" samples "50 Ways to Leave Your Lover"- Paul Simon
6. "Mama Mia" samples "What'd I Say" – Ray Charles

## Single
1. "I Got It from My Mama"
2. "Heartbreaker" (feat. Cheryl Cole)
3. "One More Chance"
4. "The Donque Song" (singel radiowy w USA)
5. "She's a Star" (tylko teledysk)

## Listy przebojów
| Notowania (2007)             | Najwyższa pozycja |
| ---------------------------- | ----------------- |
| Australian ARIA Albums Chart | 58                |
| France Albums Chart          | 89                |
| Switzerland Albums Chart     | 27                |
| Russian Chart                | 7                 |
| UK Albums Chart              | 68                |
| U.S. Billboard 200           | 38                |